# GLAAD Media Awards 1993
La 4ª edizione dei GLAAD Media Awards si è tenuta nel 1993.

## Riconoscimenti Speciali
- GLAAD/LA Special Award: Roseanne e Tom Arnold
- Stephen F. Kolzak Award: Ian McKellen
- Community Service Award: VIVA!

## Premi

### Miglior serie Daytime drammatica
- Una vita da vivere

### Miglior serie commedia
- Pappa e ciccia

### Miglior serie drammatica
- Melrose Place